# Изван сезоне
Изван сезоне је хрватски краткометражни филм из 2012. године, сценаристе и редитељке Дијане Боланче.

## Улоге
| Глумац           | Улога |
| ---------------- | ----- |
| Нина Виолић      | Катја |
| Јернеј Шугман    |       |
| Небојша Глоговац | Ђино  |